# Base Naval (Suécia)
A Base Naval (em sueco: Marinbasen; também designada pela sigla MarinB) é uma unidade da Marinha da Suécia, sediada em Karlskrona, e com destacamentos em vários locais do país, entre os quais Gotemburgo e Muskö.

Está vocacionada para apoiar as unidades das Forças Armadas da Suécia, controlar as águas territoriais do país e formar recrutas da Marinha.

Para além do Comando em Karlskrona, dispõe de vários pontos de apoio naval e outras bases secundárias em Muskö, Gotemburgo, Härnösand, Visby e Malmö.

O seu pessoal é constituído por 800 efetivos, incluindo oficiais profissionais, militares em serviço permanente e funcionários civis.

### Unidades de combate
A base naval dispõe de várias unidades de combate (krigsförband):

- Primeiro Batalhão da Base Naval
- Base Militar de Karlskrona.